# Das Gänslein
Das Gänslein ist ein Märe von einem unbekannten Verfasser. Es ist um 1320/30 entstanden und thematisiert die Unwissenheit und Unerfahrenheit der Mönche gegenüber der Welt außerhalb des Klosters. 

## Inhalt
Das Märe handelt von einem jungen Mönch, welcher zum ersten Mal in seinem Leben in Begleitung seines Abts das Kloster verlassen darf, um sich um Angelegenheiten des Klosters zu kümmern.
Auf dem Weg fragt der naive Mönch nach dem Namen jedes Tieres, dem sie begegnen, und der Abt nennt sie ihm bereitwillig.
Als sie aber an einem Hof anhalten, um dort zu übernachten, fragt der Mönch, der noch nie zuvor eine Frau gesehen hat, den Abt, was denn die hübsche Tochter des Wirts für ein Tier sei. Der Abt behauptet daraufhin, sie wäre eine ‚Gans‘.
Das Mädchen findet Gefallen an dem jungen Mönch und nutzt dessen Unwissenheit aus, um bei ihm im Bett zu schlafen. Sie verführt ihn und schläft mit ihm, während dieser keine Ahnung hat, was er tut. Am nächsten Morgen sagt sie ihm, er solle es niemandem erzählen, da sie sonst getötet werden würden.
Der Mönch hält sich daran. Als die Mönche jedoch an Weihnachten besprechen, was sie kochen wollen, beharrt er darauf, jeder Mönch solle eine Gans bekommen. Daraufhin wird der Abt misstrauisch und fragt ihn aus, was es damit auf sich habe. Nach kurzem Drängen erzählt der Mönch, was damals in der Nacht geschehen ist, und der Abt klärt ihn traurig auf, was wirklich passiert ist. Daraufhin befiehlt der Abt dem Mönch Buße zu tun.